# Đại hoàng thảo
Đại hoàng thảo hay ngọc vạn sáp, thạch hộc hoa hồng, kim diệp ít lá, tể thạch hộc (danh pháp hai phần: Dendrobium crepidatum) là một loài lan trong chi Lan hoàng thảo.
Cây phân bố từ Nam Á đến Đông Nam Á. Tại Việt Nam, cây có mặt ở các khu vực: Đồng Nai, Lâm Đồng.